# John Henry (verhaal)
John Henry was een Afro-Amerikaanse spoorwegarbeider die volgens overlevering een wedstrijd aanging met de stoomboren, die werden ingezet bij het aanleggen van een tunnel. 

## Legende
Volgens de legende was John Henry een arbeider voor een mijnfirma die actief was bij het graven van de Big Bendtunnel. Toen er stoomboren werden ingezet, nam hij het op in een wedstrijd tegen een stoomboor. John Henry won, maar stierf de dag erna door uitputting. 
Onderzoek bracht aan het licht dat niet alles aan de legende klopt.

## Gebruik en voorkomen
Meerdere artiesten baseerden hun songs op het verhaal van John Henry. Een selectie is hieronder te vinden. 
muziek
- John Henry door Harry Belafonte
- The Legend of John Henry's Hammer door Johnny Cash
- Album en liedjes van They Might Be Giants
- The Day John Henry Died door Drive-by-Truckers
- Roberta Flack Sings The Legend of John Henry
- "The Ballad of John Henry" door Joe Bonamassa
- John Henry studio door Bruce Springsteen
- They Killed John Henry door Justin Townes Earle
- instrumentaal Steel Hammer, 5 delen: Julia Wolfe
- John Henry Split My Heart door Jason Molina

film
- The Legend of John Henry (1974) door Sam Weiss, animatiefilm
- John Henry and the Railroad (2013) door Brandon McCormick